# Gran Premi d'Hongria del 2013
El Gran Premi d'Hongria de Fórmula 1 de la temporada 2013 s'ha disputat al Circuit de Hungaroring, del 26 al 28 de juliol del 2013.

## Resultats de la qualificació
| Pos                     | No | Pilot               | Constructor          | Part 1   | Part 2   | Part 3      | Sortida |
| ----------------------- | -- | ------------------- | -------------------- | -------- | -------- | ----------- | ------- |
| 1                       | 10 | Lewis Hamilton      | Mercedes             | 1:20.363 | 1:19.862 | 1:19.388    | 1       |
| 2                       | 1  | Sebastian Vettel    | Red Bull-Renault     | 1:20.646 | 1:19.992 | 1:19.426    | 2       |
| 3                       | 8  | Romain Grosjean     | Lotus-Renault        | 1:20.447 | 1:20.101 | 1:19.595    | 3       |
| 4                       | 9  | Nico Rosberg        | Mercedes             | 1:20.350 | 1:19.778 | 1:19.720    | 4       |
| 5                       | 3  | Fernando Alonso     | Ferrari              | 1:20.652 | 1:20.183 | 1:19.791    | 5       |
| 6                       | 7  | Kimi Räikkönen      | Lotus-Renault        | 1:20.867 | 1:20.243 | 1:19.851    | 6       |
| 7                       | 4  | Felipe Massa        | Ferrari              | 1:21.004 | 1:20.460 | 1:19.929    | 7       |
| 8                       | 19 | Daniel Ricciardo    | Toro Rosso-Ferrari   | 1:21.181 | 1:20.527 | 1:20.641    | 8       |
| 9                       | 6  | Sergio Pérez        | McLaren-Mercedes     | 1:21.612 | 1:20.545 | 1:22.398    | 9       |
| 10                      | 2  | Mark Webber         | Red Bull-Renault     | 1:21.264 | 1:20.503 | Sense temps | 10      |
| 11                      | 15 | Adrian Sutil        | Force India-Mercedes | 1:21.471 | 1:20.569 |             | 11      |
| 12                      | 11 | Nico Hülkenberg     | Sauber-Ferrari       | 1:21.028 | 1:20.580 |             | 12      |
| 13                      | 5  | Jenson Button       | McLaren-Mercedes     | 1:21.131 | 1:20.777 |             | 13      |
| 14                      | 18 | Jean-Éric Vergne    | Toro Rosso-Ferrari   | 1:21.345 | 1:21.029 |             | 14      |
| 15                      | 16 | Pastor Maldonado    | Williams-Renault     | 1:20.816 | 1:21.133 |             | 15      |
| 16                      | 17 | Valtteri Bottas     | Williams-Renault     | 1:21.135 | 1:21.219 |             | 16      |
| 17                      | 12 | Esteban Gutiérrez   | Sauber-Ferrari       | 1:21.724 |          |             | 17      |
| 18                      | 14 | Paul di Resta       | Force India-Mercedes | 1:22.043 |          |             | 18      |
| 19                      | 20 | Charles Pic         | Caterham-Renault     | 1:23.007 |          |             | 19      |
| 20                      | 21 | Giedo van der Garde | Caterham-Renault     | 1:23.333 |          |             | 20      |
| 21                      | 22 | Jules Bianchi       | Marussia-Cosworth    | 1:23.787 |          |             | 21      |
| 22                      | 23 | Max Chilton         | Marussia-Cosworth    | 1:23.997 |          |             | 22      |
| Temps pel 107%:1:25.974 |    |                     |                      |          |          |             |         |
| Font:                   |    |                     |                      |          |          |             |         |

## Resultats de la Cursa
| Pos   | No | Pilot               | Constructor          | Voltes | Temps / Retirada | Pos.Sortida | Punts |
| ----- | -- | ------------------- | -------------------- | ------ | ---------------- | ----------- | ----- |
| 1     | 10 | Lewis Hamilton      | Mercedes             | 70     | 1h 42' 29. 445   | 1           | 25    |
| 2     | 7  | Kimi Räikkönen      | Lotus-Renault        | 70     | + 10.938 s       | 6           | 18    |
| 3     | 1  | Sebastian Vettel    | Red Bull-Renault     | 70     | + 12.449 s       | 2           | 15    |
| 4     | 2  | Mark Webber         | Red Bull-Renault     | 70     | + 18.044 s       | 10          | 12    |
| 5     | 3  | Fernando Alonso     | Ferrari              | 70     | + 31.411 s       | 5           | 10    |
| 6     | 8  | Romain Grosjean     | Lotus-Renault        | 70     | + 52.295 s1      | 3           | 8     |
| 7     | 5  | Jenson Button       | McLaren-Mercedes     | 70     | + 53.819 s       | 13          | 6     |
| 8     | 4  | Felipe Massa        | Ferrari              | 70     | + 56.447 s       | 7           | 4     |
| 9     | 6  | Sergio Pérez        | McLaren-Mercedes     | 69     | + 1 Volta        | 9           | 2     |
| 10    | 16 | Pastor Maldonado    | Williams-Renault     | 69     | + 1 Volta        | 15          | 1     |
| 11    | 11 | Nico Hülkenberg     | Sauber-Ferrari       | 69     | + 1 Volta        | 12          |       |
| 12    | 19 | Jean-Éric Vergne    | Toro Rosso-Ferrari   | 69     | + 1 Volta        | 14          |       |
| 13    | 18 | Daniel Ricciardo    | Toro Rosso-Ferrari   | 69     | + 1 Volta        | 8           |       |
| 14    | 21 | Giedo van der Garde | Caterham-Renault     | 68     | + 2 Voltes       | 20          |       |
| 15    | 20 | Charles Pic         | Caterham-Renault     | 68     | + 2 Voltes       | 19          |       |
| 16    | 22 | Jules Bianchi       | Marussia-Cosworth    | 67     | + 3 Voltes       | 21          |       |
| 17    | 23 | Max Chilton         | Marussia-Cosworth    | 67     | + 3 Voltes       | 22          |       |
| 18    | 14 | Paul di Resta       | Force India-Mercedes | 66     | Hidràulics       | 18          |       |
| 19    | 9  | Nico Rosberg        | Mercedes             | 64     | Motor            | 4           |       |
| Ret   | 17 | Valtteri Bottas     | Williams-Renault     | 42     | Hidràulics       | 16          |       |
| Ret   | 12 | Esteban Gutiérrez   | Sauber-Ferrari       | 28     | Transmissió      | 17          |       |
| Ret   | 15 | Adrian Sutil        | Force India-Mercedes | 19     | Hidràulics       | 11          |       |
| Font: |    |                     |                      |        |                  |             |       |

- ^1  — Romain Grosjean va ser penalitzat amb 20 segons després de finalitzada la cursa (l'equivalent a un drive-through) per tocar-se amb el monoplaça de Jenson Button. La penalització no va afectar la seva posició final.[4]